# Distretto di Mudurnu
Il distretto di Mudurnu (in turco Mudurnu ilçesi) è uno dei distretti della provincia di Bolu, in Turchia.